# Manfred Bleuler
Manfred Bleuler (* 4. Januar 1903 in Zürich; † 4. November 1994 in Zollikon) war ein Schweizer Psychiater.

## Leben

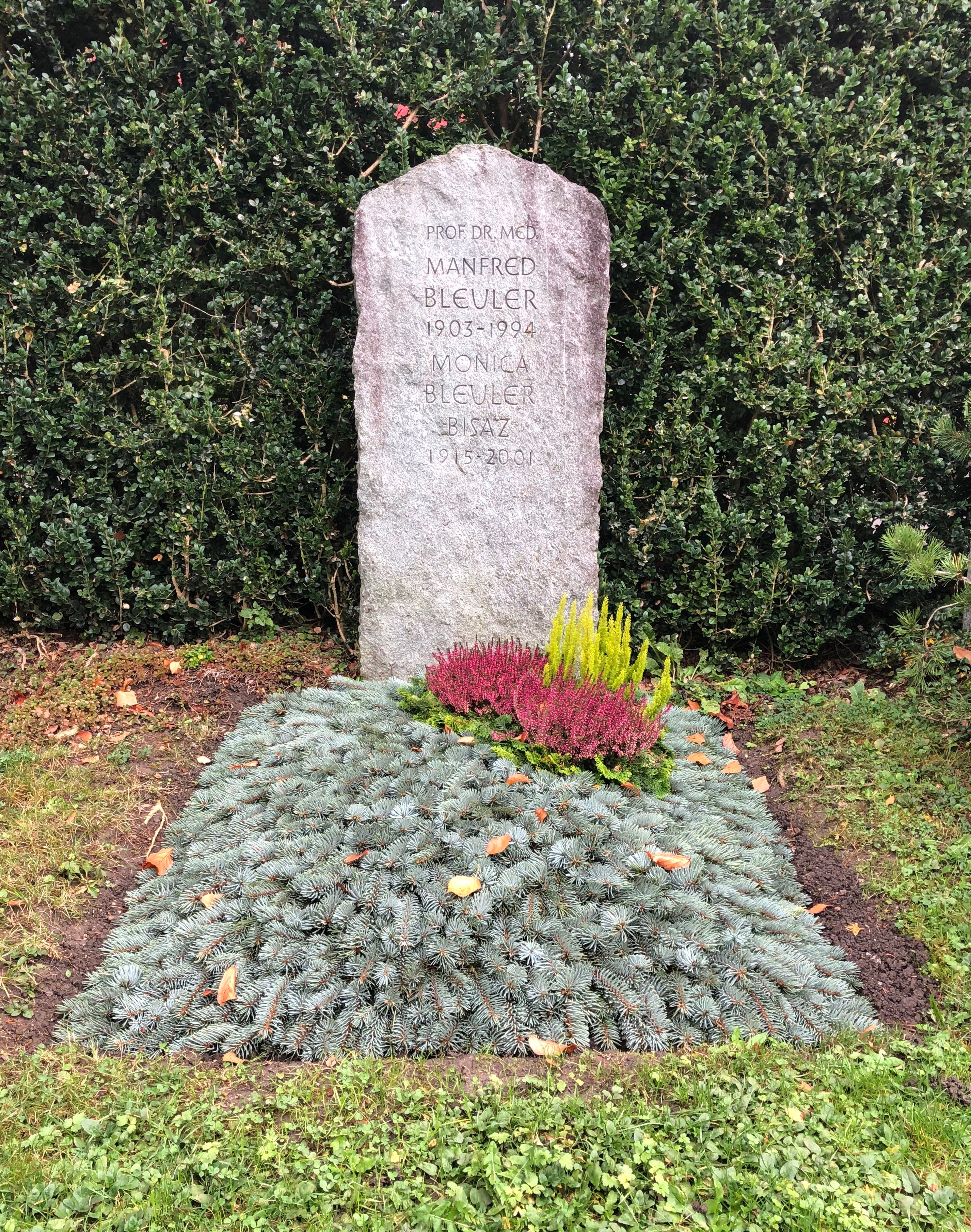
Grabstein auf dem Friedhof von Zollikon

Manfred Bleuler wurde geboren als Sohn des Psychiaters Eugen Bleuler und der Aktivistin der Abstinenz- und Frauenbewegung Hedwig Bleuler-Waser. In Zürich besuchte er die Volks- und Mittelschule. Er studierte Medizin in Genf, Kiel und an der Universität Zürich und absolvierte 1927 das Staatsexamen. 1928/29 war er Assistent im Liestaler Krankenhaus. 1929 wurde er promoviert. Wegen eines schweren Unfalls mit Verletzungen der Halswirbelsäule brach er 1932 die Weiterbildung zum Chirurgen ab und widmete sich der Psychiatrie. Er wurde von 1933 bis 1937 Oberarzt an der Psychiatrischen Universitäts-Klinik St. Pirminsberg/Pfäfers und von 1938 bis 1942 an der Psychiatrischen Universitäts-Klinik in Basel, wo er 1941 Privatdozent wurde. 1941 erfolgte auch die Ernennung zum Bataillonsarzt des Zürcher Füsilierbataillons 66. 1941 wurde er an der Universität Basel mit einer Arbeit zur Schizophrenie habilitiert. Im folgenden Jahr wurde er zum Direktor der Psychiatrischen Universitäts-Klinik Burghölzli und zum ordentlichen Professor an der Universität Zürich ernannt. 1969 wurde er emeritiert.

## Leistungen
Manfred Bleuler führte das erstmals 1916 erschienene psychiatrische Lehrbuch seines Vaters ab 1937 fort. Zum 80. Geburtstag von Manfred Bleuler erlebte dieses Buch seine 15. Auflage. Bleuler war ein Vertreter der klinischen Psychopathologie. Manfred Bleuler führte umfangreiche Langzeitbeobachtungen von schizophrenen Patienten durch. 
Manfred Bleuler fügte in das Buch während der Jahre 1937 bis 1943 einen Beitrag (50 Seiten) von Hans Luxenburger im Geiste der nationalsozialistischen Rassenhygiene ein (vgl. den Artikel zu seinem Vater). Er vertrat solche Meinungen auch selbst.

## Auszeichnungen und Mitgliedschaften
- 1976 Goldene Kraepelin-Medaille
- 1956 Mitglied der Gelehrtenakademie Leopoldina
- 1978 Ehrendoktorwürde der Universität Rochester (New York), welche ihm wohl aberkannt wurde[4]
- 1979 Ehrendoktorwürde der Medizinischen Universität Łódź[5]

## Veröffentlichungen (Auswahl)

„DEN NEUEREN ANSCHAUUNGEN UND BEDÜRFNISSEN ANGEPASST“

- Eugen Bleuler: Lehrbuch der Psychiatrie. 15., neubearbeitete Auflage. Springer Verlag, Berlin/Heidelberg / New York 1983, bearbeitet von Manfred Bleuler unter Mitarbeit von Jules Angst et al., ISBN 3-540-11833-0.
- Die schizophrenen Geistesstörungen im Lichte vieljähriger Kranken und Familiengeschichten. Thieme, Stuttgart 1972, ISBN 3-13-470701-2.
- Manfred Bleuler, Jürg Willi, Hans Rudi Bühler: Akute psychische Begleiterscheinungen körperlicher Krankheiten – «akuter exogener Reaktions-Typus»: Uebersicht und neue Forschungen. Thieme, Stuttgart 1966.
- Endokrinologische Psychiatrie. Thieme, Stuttgart 1954.
- Die Depression in der ärztlichen Allgemeinpraxis. Schwabe, Basel 1944.
- Die modernen Methoden der Psychotherapie und das Pflegepersonal. H. Huber, Bern 1943 (Personal- und Anstaltsfragen. H. 16).
- Krankheitsverlauf, Persönlichkeit und Verwandtschaft Schizophrener und ihre gegenseitigen Beziehungen. Thieme, Leipzig 1941 (Sammlung psychiatrischer und neurologischer Einzeldarstellungen. Bd. 16).
- Erbanalytische Forschung. In: Der Erbarzt. Herausgegeben von Othmar Freiherr von Verschuer, Leipzig 1941, Band 9, S. 12–16
- Eugen Bleuler. Die Begründung der Schizophrenielehre. In: Forscher und Wissenschaftler im heutigen Europa. 2. Mediziner, Biologen, Anthropologen. Hgg. Hans Schwerte & Wilhelm Spengler. Reihe: Gestalter unserer Zeit Bd. 4. Stalling, Oldenburg 1955, S. 110–117.